# Hans-Ancker Holst

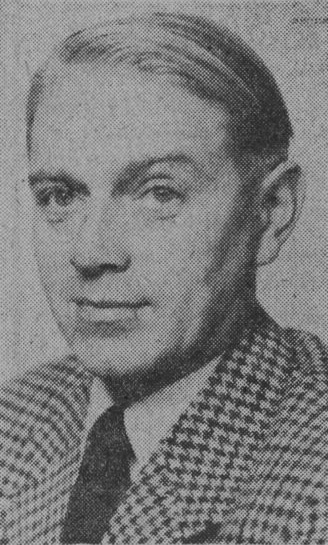
Hans-Ancker Holst

Ulf Hans-Ancker Holst, född 29 augusti 1915 i Stockholm, död 10 maj 1983 i Lidingö, var en svensk arkitekt.

## Biografi
Holst, som var son till kapten Charles-Ancker Holst och Ruth Ljungberg, avlade studentexamen 1933, utexaminerades från Kungliga Tekniska högskolan 1939 och studerade vid Kungliga Konsthögskolan 1942–1944. Han anställdes hos Egnahemsstyrelsen 1939, blev chef för militära nybyggnadsavdelningen där 1940, expert hos försvarsdepartementet 1942, var souschef och byggnadschef vid försvarets bostadsanskaffningsnämnd 1943–1946 och sakkunnig i Industrins utredningsinstitut 1946–1950. Han bedrev egen arkitektverksamhet inom HAHAB, Hans-Ancker Holst AB i Stockholm från 1939, så småningom tillsammans med hustrun, arkitekt Anna Holst. Åren 1945–1946 var han projektledare och byggnadschef på Bornholm för uppförande av trähus, skänkta av svenska staten. Mellan 1950 och 1965 tjänstgjorde han som stadsarkitekt i Järna. 
Holst var svensk FN-delegat i Paris 1957, rådgivare åt cypriotiska regeringen 1962. Han var styrelseledamot i Svenska Arkitekters Riksförbund, Saco och fullmäktig i dess internationella råd. Han var moderat ledamot av kommunfullmäktige i Lidingö kommun och var vice ordförande i hälsovårdsnämnden.

## Verk i urval
- Fritidsbyggnaden Gyllene Vingen, militär byggnad, Såtenäs, 1943.
- Projekt som utmynnade i patent: Monteringsfärdiga spiraltrappor 1950.
- Skivhus konstruktioner: 3-vånings bostadshus i Linköping. 1952.
- I samarbete med arkitekt Anna Holst: Generalplan för tätorten Järna med omgivningar. 1952, en ny gjordes 1962.
- Kv Aspen och kv Rönnen, Järna. 1953–1957. 189 lägenheter.
- Snabbt uppförbart och nedmonterbart mindre hus. 1955.
- 9-vånings bostadshus i Malmö. 1958.
- Den flexibla industribyggnaden – ny typ av konstruktion. 1958.
- Monteringsfärdiga betongsystem för Marcus & Co i Järna. 1958.
- Ramers i Örebro. 1960.
- Värmlands Motor i Karlstad. 1960.
- Industrianläggningar för Marcus & Co, 1958, och Halmstads Järnvägs AB 1961.
- Kv Sprängaren 1 och 2 samt kv Laddaren på Tellebyplatån, Järna. 1959–1963. 283 lägenheter.
- Christenssons fabriker i Järfälla. 1961.
- 4 småhus i kv Påfågeln, Järna. 1962.
- Stadsplan i Starbäckenområdet, Järna, som medgav 155 småhustomter. 1962.
- Makroplast i Söderköping. 1962.
- Norrtunaområdet, Järna. 1963. 362 lägenheter.
- Samlingslokal, kontor, bostäder i kv Domherren, Järna. 1964.
- Tre flerbostadshus i kv Rosendal, Mölnbo. 1964. 66 lägenheter.
- Butiks-, lokal- och bostadshus vid Storgatan, kv Örnen, Järna. 1964.
- Kv Björken och kv Alen, Järna. 1965. 100 lägenheter.
- Mittgårdshuset – ett monteringsfärdigt prototyphus avsett för förtätad villabebyggelse. 1966.
- Lätta stålkonstruktioner: skolcentrum i Norrtälje. 1968.
- Skolcentrum i Gislaved. 1973.

## Bilder

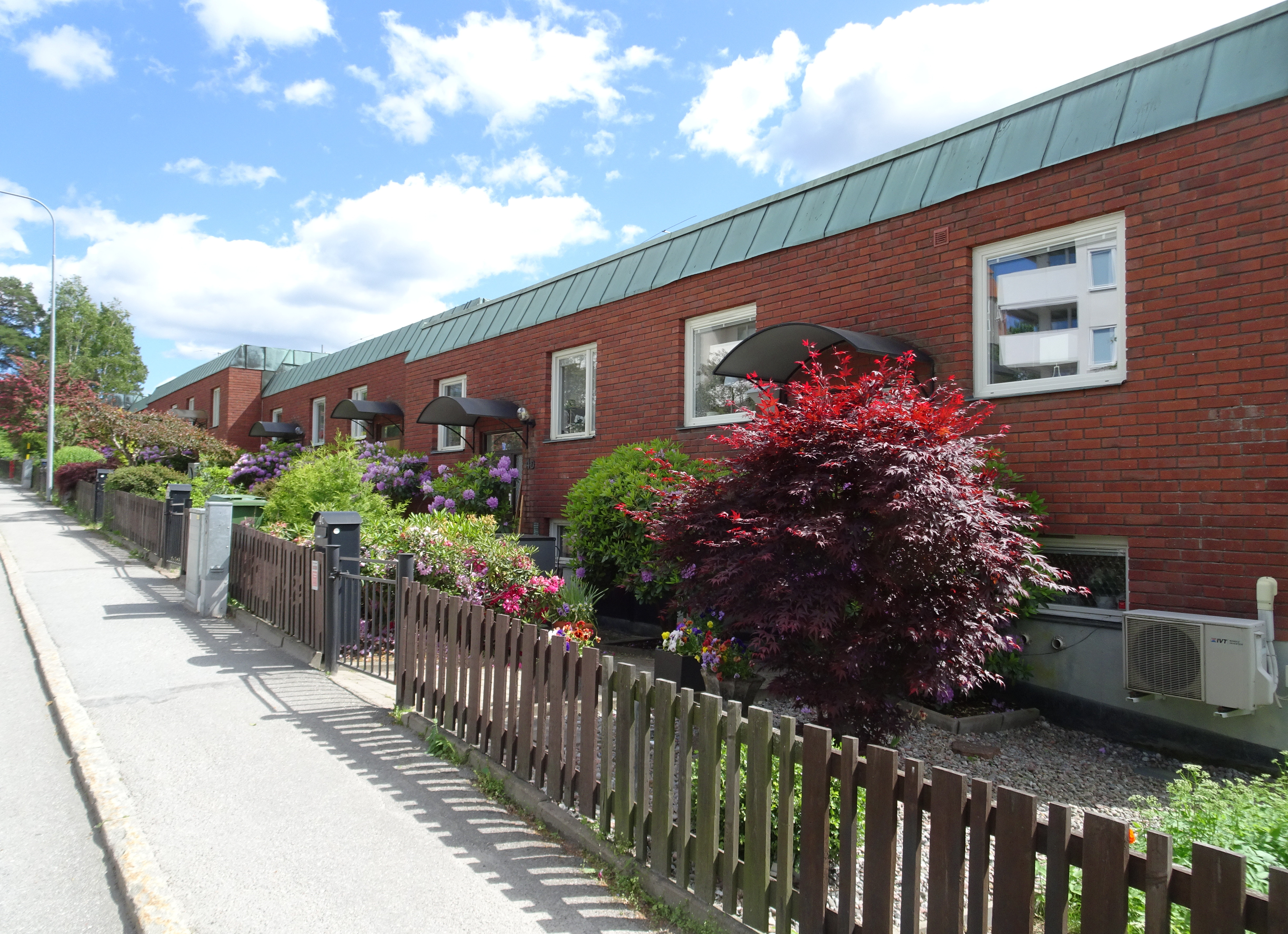
Radhus i Skärsätra, Lidingö, 1965.
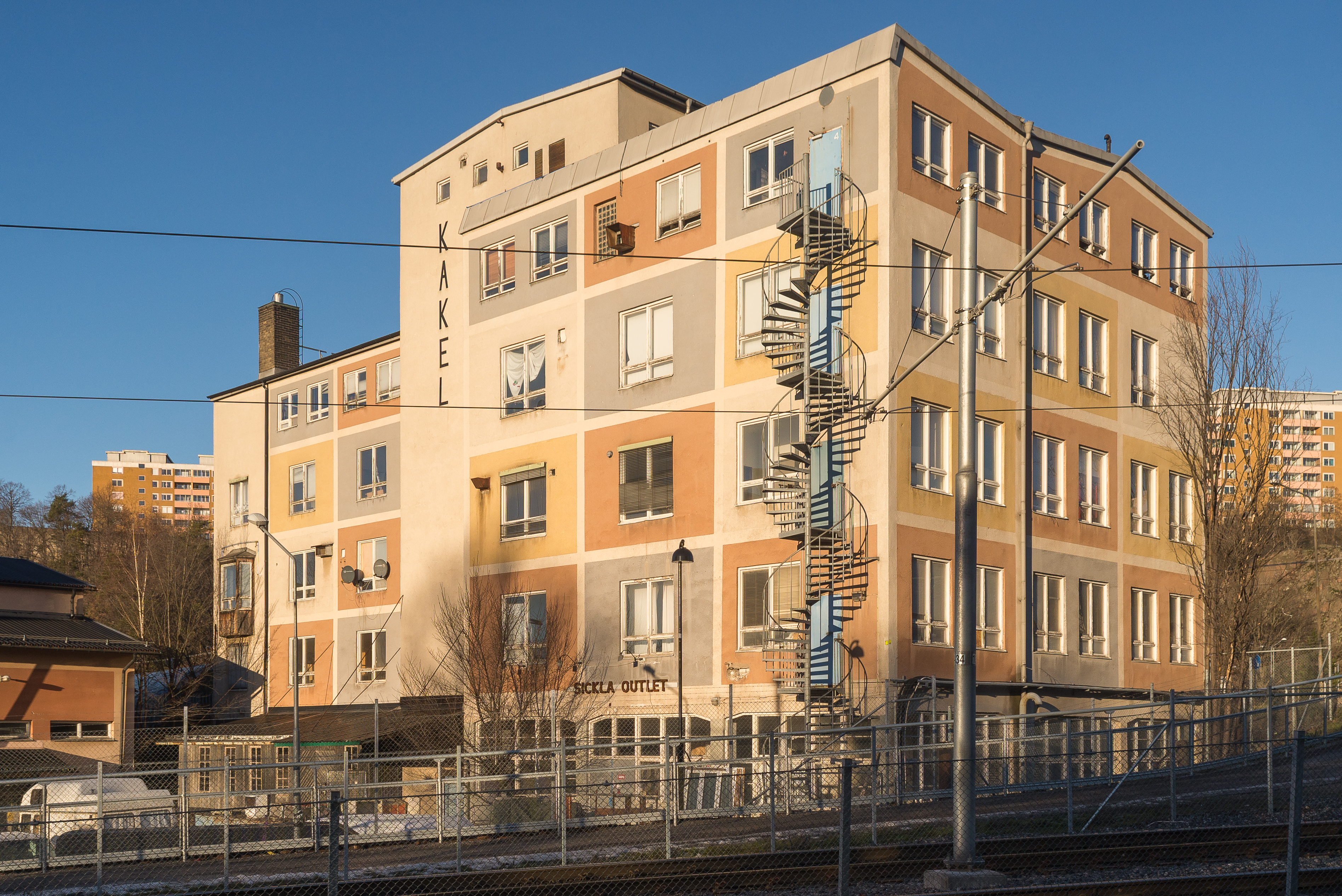
Fabrik i Sickla för Klint, Bernhardt & C:o.
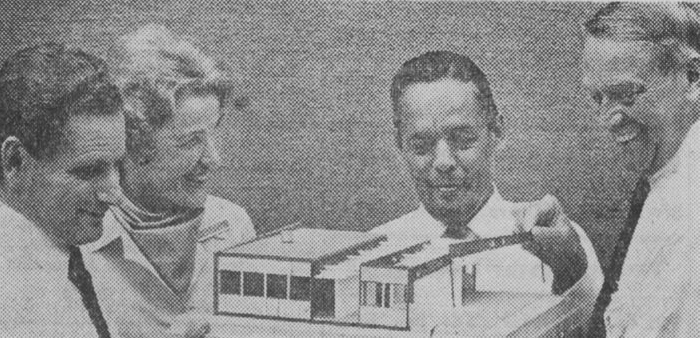
Flexibelt elementsystem för skolbyggnad framtaget av arkitekterna (från vänster) Peter Benkö, Anna Holst, Hans Nyberg (bygg ing.) och Hans-Ancker Holst.